# Onkisalo-Herjaanselkä
Onkisalo-Herjaanselkä este o arie protejată (arie specială de conservare — SAC, sit de importanță comunitară — SCI, arie de protecție specială avifaunistică — SPA) din Finlanda întinsă pe o suprafață de 2.063 ha, integral pe uscat.

## Localizare
Centrul sitului Onkisalo-Herjaanselkä este situat la coordonatele 61°41′20″N 25°32′03″E / 61.6889°N 25.5342°E.

## Înființare
Situl Onkisalo-Herjaanselkä a fost declarat sit de importanță comunitară în august 1998 pentru a proteja 27 de specii de animale. Alte tipuri de protecție:
- arie de protecție specială avifaunistică (în august 1998)[2]
- arie specială de conservare (în aprilie 2015)[1][3][4]

## Biodiversitate
Situată în ecoregiunea boreală, aria protejată conține 7 habitate naturale: Taiga vestică, Păduri fino-scandinave bogate în ierburi cu Picea abies, Mlaștini împădurite, Pajiști fino-scandinave uscate până la mezice, bogate în specii de altitudine mică, Mlaștini turboase de tranziție și turbării mișcătoare, Pante stâncoase silicioase cu vegetație casmofită, Roci stâncoase cu vegetație pionieră de Sedo-Scleranthion sau Sedo albi-Veronicion dillenii.
La baza desemnării sitului se află mai multe specii protejate:
- păsări (26): minunița (Aegolius funereus), Aythya marila, cocoșul de mesteacăn (Bonasa bonasia), buha (Bubo bubo), bătăuș (Calidris pugnax), lebădă de iarnă (Cygnus cygnus), ciocănitoare neagră (Dryocopus martius), Emberiza rustica, șoimul rândunelelor (Falco subbuteo), vânturel roșu (Falco tinnunculus), cufundar polar (Gavia arctica), cocor (Grus grus), sfrâncioc roșiatic (Lanius collurio), Larus fuscus fuscus, rață catifelată (Melanitta fusca), rață neagră (Melanitta nigra), Mergellus albellus, gaia neagră (Milvus migrans), pietrar sur (Oenanthe oenanthe), viespar (Pernis apivorus), ciocănitoare verzuie (Picus canus), corcodel-cu-gât-roșu (Podiceps grisegena), Polysticta stelleri, chiră de baltă (Sterna hirundo), huhurezul mic (Strix uralensis),  cocoș de munte (Tetrao urogallus)
- mamifere (1): veveriță zburătoare siberiană (Pteromys volans)

Pe lângă speciile protejate, pe teritoriul sitului au mai fost identificate 22 de specii de plante, 3 specii de mamifere, 18 specii de nevertebrate, 3 specii de pești.